# Oxytropis susumanica
Oxytropis susumanica är en ärtväxtart som beskrevs av Boris Alexandrovich Jurtzev. Oxytropis susumanica ingår i släktet klovedlar, och familjen ärtväxter. Inga underarter finns listade i Catalogue of Life.